# 像素工廠
《像素工廠》（又译作）是一款2D遊戲，原作者為Anuke。其玩法融合塔防、工廠自動化、沙盒與即時戰略。游戏于2017年5月发行，对应Windows、Android和iOS平台。

## 開發
Mindustry為原作者參加GDL - Metal Monstrosity Jam在72小時內作出的的遊戲，當年的GDL主題為「Machinery」。第一個後續版本於初版釋出五天後釋出。
早期版本的Mindustry沒有戰役模式，也沒有科技樹系統，並且以地形抬升（而非6.0版的牆壁）做為地形阻礙。直到版本4.0 Build 48，Mindustry才加入了地區任務系統，作為戰役模式的雛形。早期戰役地圖為電腦自動生成的結果。4.0 Build 64後，移除了電腦生成地圖（改為固定地圖）和地形抬升，新增了科技樹系統與進攻模式。

## 玩法
遊戲有多種模式，但共同目標是避免敵軍摧毀我方核心。玩家操控單位（機甲，預設單位依核心種類而定），挖掘資源、花費資源建造方塊（砲台、鑽頭、加工廠、機甲製造工廠等），並使用輸送帶或管線移動將資源移動到其它方塊。有多種特殊傳送帶，可以控制物品流動方向。其中，輸送帶橋、相織輸送帶與質量驅動器等建築物，可以在一定距離內無視地形障礙輸送資源。只有被運送到核心的資源可以用來建造建築。

### 戰役模式
戰役是主要的遊戲玩法。
在第五版及以前，玩家從太空發射核心到已解鎖區域。玩家需要想辦法挖取資源，運送到核心，並同時防範敵人的定期攻擊。每隔一定波次，玩家可以決定將核心，以及資源，發射回太空。在一些地區，玩家需要建造自己的軍隊，摧毀對方核心。一旦完成，玩家核心會自動被發射回太空。如果玩家核心被摧毀，玩家會失去在該地區獲得的任何資源。
從第六版起玩家的目標是佔領一塊塊敵軍地盤（稱為地區）。玩家需要攻佔全部有特殊名字的地區，才算完成戰役。過程中，玩家可以花費資源，解鎖科技樹上的新科技。有些科技需要玩家佔領特定地區或解鎖特定科技後，才能解鎖。當要進攻新地區（稱為「發射核心」）時，可以攜帶部分原地資源到那邊。到了遊戲中後期，可以解鎖「小型發射台」，可以在不發射核心的情況下，在地區間輸送資源。被標示為「敵方基地」的地區模式為進攻模式；其他地區為生存模式。生存模式中，撐過一定波次後，玩家占領地區。在大部分的地區，有頭目存在。
在第七版遊戲，新增了一顆星球。新星球的戰役與舊星球相互獨立，建築也互不相容。在新星球中有迷霧存在，核心預設的單位無法揭開迷霧，使玩家必需生產、操控操控其他單位，以揭開迷霧。而這也增強了遊戲中RTS元素的佔比。

### 自定模式
在自定模式中，玩家可以載入其他玩家或自己製作的地圖，不受科技樹影響，並且可以自由選擇以下模式：
- 生存 － 有定期進攻的敵人。敵人生成區域附近會有「空降區」。敵人生成時，任何存在在空降區內的建築與單位，會被摧毀。
- 進攻 － 有定期進攻的敵人。玩家需要建造自己的單位，向敵方（電腦）進攻，摧毀敵方核心。在敵方核心一定區域內，玩家無法建造方塊。
- 對戰 － 各方互相派出自己軍隊，向敵方進攻。玩家無法結盟[6]。
- 沙盒 － 無限資源，玩家可以瞬間建造建築物，並可建造可生產無限資源與能量的方塊。敵人不會主動進攻。

## 外部連結
- 官方网站 （英文）
- GitHub （页面存档备份，存于） （英文）